# 사자의 땅
사자의 땅(영어: Land of the Lion)은 케냐가 독립하기 전에 비공식으로 사용했던 국가로, 신시아 라이언이 제작했다. 1963년 독립과 함께 폐지되었다.

## 가사
1절
Kenya! Land of the lion,
Land of adventure and sun,
Land where friendship and laughter
Wait for those who come after!
Onward! grey skies or blue,
We'll march steadfast and true!
Kenyans, staunch and united,
We'll march on!
2절
Kenya! Land of enchantment,
We'll hold your banner on high.
Clear our voices are ringing,
Youth and hope in our singing.
What of glory and fame?
We'll just stick to the game.
Kenyans, staunch and united,
We'll march on.

## 해석
1절
케냐, 사자의 땅이여
모험과 태양의 땅이여
우정과 웃음의 땅이여
누군 가 올 때까지 그대를 기다리랴
전진하라! 회색 하늘이거나 푸른 하늘일 때
우리는 불변과 함께 행진하리
케냐인들이여, 충성심과 함께 단결하리
우리는 행진할 것이라네
2절
케냐, 마법의 땅이여
우리는 너의 깃발을 높이 들 것이네
우리의 맑은 목소리가 울려 퍼지리라
젊음과 희망을 노래하리
영광과 명성이란 무엇인가?
우리는 단지 막대를 갖고 놀았다네
케냐인들이여, 충성심과 함께 단결하리
우리는 행진할 것이라네